# Teucholabis (Teucholabis) scitamenta
Teucholabis (Teucholabis) scitamenta is een tweevleugelige uit de familie steltmuggen (Limoniidae). De soort komt voor in het Palearctisch gebied.